# Article 3 de la Constitution belge
Pour un article plus général, voir Constitution de la Belgique.
Article 2 Article 4

L'article 3 traite des trois régions administratives de Belgique.
Région Bruxelles-Capitale
Région flamande
Région wallonne

L'article trois de la Constitution de la Belgique fait partie du titre premier De la Belgique fédérale, de ses composantes et de son territoire. Il traite des trois régions administratives du Royaume : 
- La Région de Bruxelles-Capitale
- La Région flamande
- La Région wallonne

Elles ne sont pas à confondre avec les quatre régions linguistiques de Belgique, traitées par l'article 4 de la Constitution belge.
Il date de la première réforme de l'État du 24 décembre 1970 et était à l'origine — sous l'ancienne numérotation — l'article 107 quater, alinéa premier.

## Texte
« La Belgique comprend trois régions: la Région wallonne, la Région flamande et la Région bruxelloise. ».

## La création des régions
L'article 39 de la Constitution indique que les organes institutionnels des régions, leurs compétences ainsi que la valeur normative des décrets qui en émanent sont définis par une loi spéciale. Il faudra attendre la loi spéciale du 8 août 1980 pour la mise en place de la Région wallonne et celle du 12 janvier 1989 pour celle de la Région de Bruxelles-Capitale.
Comme le permet l'article 137 de la Constitution, la Communauté flamande exerce les compétences de la Région flamande.

## Légistique
L'article 189 de la Constitution dispose que la Constitution est trilingue et met les trois versions sur un pied d'égalité. La version néerlandaise est différente des versions françaises et allemandes en ce qui concerne l'ordre de citation des régions : la Région flamande y est citée en premier et non pas la Région wallonne.
Alors que l'article 3 parle de « région bruxelloise », l'article 136 traite de la « Région de Bruxelles-Capitale ». C'est le résultat d'une négociation entre flamands et francophones : si l'article 3 date du 24 décembre 1970, les autres dispositions concernant cette région ont suivi la loi spéciale du 12 janvier 1989 qui n'a été acceptée par les élus flamands qu'à condition que le terme de « Capitale » soit rajouté.[réf. souhaitée] Les francophones ont refusé d'adapter l'article 3 lors de la coordination.[réf. souhaitée]